# ورونیکا اچگی
ورونیکا اِچه‌گی (اسپانیایی: Verónica Echegui‎ ؛ زاده ۱۶ ژوئن ۱۹۸۳) بازیگر اسپانیایی است.
از فیلم‌های معروف او می‌توان به بازی در فیلم هر چه بیشتر، بهتر، داستان‌های ناگفتنی، کنش، نور سرد روز و خانواده بزرگ اسپانیایی اشاره کرد.